# Olios tamerlani
Olios tamerlani är en spindelart som beskrevs av Roewer 1951. Olios tamerlani ingår i släktet Olios och familjen jättekrabbspindlar. Inga underarter finns listade i Catalogue of Life.